# Tord de Sulawesi becnegre
El tord de Sulawesi becnegre (Zoothera heinrichi) és un ocell de la família dels túrdids (Turdidae).

## Hàbitat i distribució
Habita el terra del bosc de les muntanyes del nord, sud i sud-est de Sulawesi.